# Щепанково (Острудський повіт)
Щепанково (пол. Szczepankowo, нім. Steffenswalde) — село в Польщі, у гміні Ґрунвальд Острудського повіту Вармінсько-Мазурського воєводства.
Населення — 213 осіб (2011).
У 1975-1998 роках село належало до Ольштинського воєводства.

## Демографія
Демографічна структура станом на 31 березня 2011 року:
|          | Загалом | Допрацездатний вік | Працездатний вік | Постпрацездатний вік |
| -------- | ------- | ------------------ | ---------------- | -------------------- |
| Чоловіки | 105     | 25                 | 73               | 7                    |
| Жінки    | 108     | 35                 | 63               | 10                   |
| Разом    | 213     | 60                 | 136              | 17                   |